# Tau6 Serpentis
Título a ser usado para criar uma ligação interna é Tau6 Serpentis.
Tau6 Serpentis (19 Serpentis) é uma estrela na direção da constelação de Serpens. Possui uma ascensão reta de 15h 40m 59.09s e uma declinação de +16° 01′ 28.7″. Sua magnitude aparente é igual a 6.00. Considerando sua distância de 450 anos-luz em relação à Terra, sua magnitude absoluta é igual a 0.30. Pertence à classe espectral G8III.